# Julius the Cat
Julius the Cat (noto in Italia anche come Mio Miao) è un personaggio immaginario dei fumetti e dei cartoni animati creato nel 1922 da Walt Disney e Ub Iwerks. Julius apparve per la prima volta nei primi cortometraggi animati realizzati dagli studi di Disney, soprattutto nella serie chiamata Alice Comedies, il che ne fa uno dei predecessori di personaggi come Oswald il coniglio fortunato e Topolino. Julius, un gatto antropomorfo per molti aspetti simile a Felix the Cat, si rivelò essere un personaggio audace e ingegnoso, tanto da diventare la principale attrazione delle Alice Comedies, al punto che Disney decise di abbandonare, per i suoi successivi progetti, la tecnica mista, in particolare l'utilizzo di attori in carne ed ossa, e di puntare solamente sulla pura animazione.
Julius, oggi non più utilizzato nelle opere Disney, fu il primo personaggio a combattere con Pietro Gambadilegno che, nato nel 1925, è oggi il più antico personaggio Disney ancora utilizzato.

## Storia

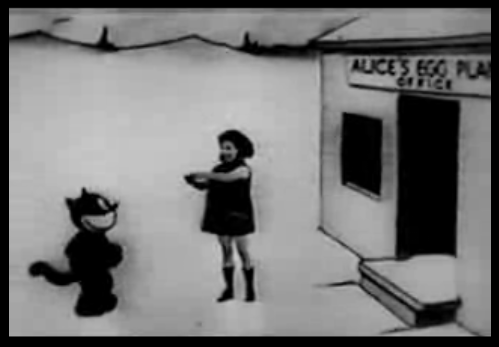
Julius e Alice (Anne Shirley) in una scena del cortometraggio Alice's Egg Plant (1925)

Il personaggio ha fatto la sua prima apparizione, senza che gli fosse stato ancora dato un nome, in otto dei dieci cortometraggi prodotti dal primo studio di animazione fondato da Disney, il Laugh-O-Gram Studio, a partire da Cappuccetto Rosso, nel 1922. L'ultimo di quei dieci cortometraggi, intitolato Il Paese delle Meraviglie di Alice, funse da episodio pilota per la serie Alice Comedies, i cui restanti episodi saranno poi realizzati, dopo il fallimento del Laugh-O-Gram Studio, dal Disney Bros. Studio; in tutto, Julius prese parte a 49 cortometraggi su un totale di 57 della serie Alice Comedies. Dopo un'apparizione con il nome di "Mike" in Alice the Peacemaker, il gatto ricevette infine il nome "Julius" in Alice's Egg Plant, diventando il primo personaggio animato creato da Disney ad avere un nome. La motivazione principale dietro al continuo utilizzo del personaggio fu che Charles Mintz, il produttore a capo della Winkler Pictures, l'azienda che distribuiva la serie Alice Comedies, voleva che nella serie ci fosse il più alto quantitativo possibile di sequenze comiche. Poiché allora la giovane Alice era interpretata da Virginia Davis, una bambina di sette anni, su cui non si poteva puntare per ottenere la voluta comicità, si decise di darle un partner, e per questo ruolo fu scelto Julius, il quale poi, nel corso della serie, acquisì un ruolo sempre più preponderante a discapito della figura di Alice.
In Alice's Fishy Story, una delle sue prime apparizioni, Julius dimostra la grande versatilità della sua coda, un tratto che diventerà una caratteristica ricorrente del personaggio in tutti i cortometraggi seguenti, oltre a quella, citata più volte nel corso dei corti, del fatto di avere nove vite. Nel cortometraggio Alice the Peacemaker, a Julius fu affiancato un topo chiamato Ike (un predecessore di Topolino), creando una delle coppie gatto/topo più famose assieme a Tom e Jerry, Krazy Kat e Ignatz Mouse e Grattachecca e Fichetto. In Alice Solves the Puzzle, invece, Julius fu il primo personaggio Disney a trovarsi come antagonista Pietro Gambadilegno, affrontandolo poi fisicamente, in un incontro di pugilato, in Alice Picks the Champ.
È apparso solo occasionalmente nei fumetti Disney, venendo chiamato "Mio Miao" nelle edizioni italiane e "Otto" in quelle svedesi e danesi.

## Personaggio
Julius era un audace e ingegnoso personaggio sempre pieno di risorse che, interpretando il ruolo dell'eroe, traeva spesso d'impaccio la damigella in pericolo interpretata da Alice. Tra i suoi assi nella manica vi era la già citata coda prensile, che Julius usava, a seconda delle occasioni, come gru, monociclo, scala e altro ancora, con movimenti resi meravigliosamente fluidi dallo stile di animazione di Ub Iwerks.

## Somiglianza con Felix
Agli albori dell'animazione, Felix the Cat, il personaggio creato il 9 novembre 1919 da Otto Messmer per lo studio di Pat Sullivan, fu uno dei primi personaggi animati a riscuotere successo, divenendo un modello per la creazione altri personaggi. A partire dal 1922 la Winkler Pictures, lo studio creato Margaret Winkler, aveva iniziato a distribuire i cortometraggi che vedevano protagonista Felix ma, sebbene questi riscuotessero successo, le liti fra la Winkler e Sullivan erano all'ordine del giorno. Così, quando nel settembre del 1923, in occasione del rinnovo del contratto, Sullivan propose le sue condizioni per continuare il sodalizio, la Winkler decise di non accettarle, giudicandole troppo esose, e di rivolgersi invece a Disney, del quale aveva visionato Il Paese delle Meraviglie di Alice. Dopo aver firmato il contratto con Disney, la Winkler pretese di avere voce nella realizzazione della serie Alice Comedies e, memore del successo di Felix, chiese a Disney, del tutto mal disposto all'idea, di rendere il gatto, già presente ne Il Paese delle Meraviglie di Alice, il più somigliante possibile a Felix. Così, proprio come Felix, anche Julius poteva staccarsi la coda o camminare con essa e, proprio come accadeva a Felix, anche a Julius compariva un punto di domanda sopra la testa quando questi si trovava di fronte a un dilemma. I due personaggi erano tanto simili che il New York Times arrivò a definire Julius come un "evidente clone... dallo stile rubber hose del disegno (gli arti disegnati, privi di articolazioni, erano simili a tubi di gomma per innaffiare, "rubber hose" in inglese) alle parti distaccabili del corpo".
Una piccola curiosità riguardante i fumetti pubblicati in Italia risiede nel fatto che, mentre, come detto, a Julius fu dato il nome di "Mio Miao", a Felix era stato dato quello di "Mio Mao".

## Eredità

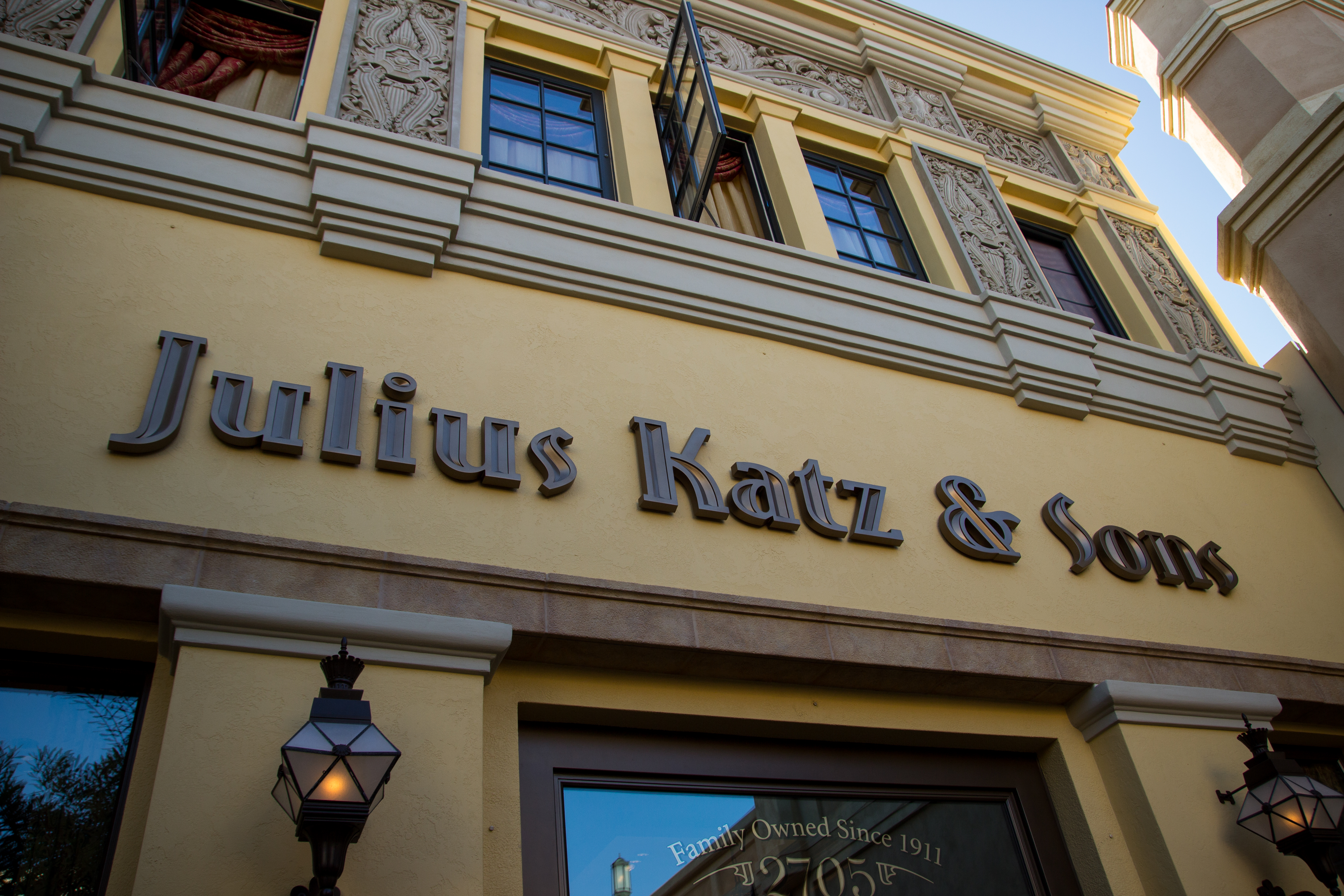
Il negozio Julius Katz & Sons store nel Disney California Adventure

Il personaggio di Julius non è più stato utilizzato nei prodotti di animazione Disney successivi alla serie Alice Comedies, per questo, il gatto appare soltanto, per quanto riguarda prodotti odierni, in raccolte di rarità che ogni tanto vengono pubblicate dalla The Walt Disney Company.
I due negozi Julius Katz Shoe & Watch Repair e Julius Katz & Sons Appliance sulla Buena Vista Street nel parco di divertimenti Disney California Adventure sono stati così chiamati in onore di Julius.

## Filmografia

### 1922
- Cappuccetto Rosso
- I musicanti di Brema
- Jack and the Beanstalk
- Jack the Giant Killer
- Goldie Locks and the Three Bears
- Il gatto con gli stivali
- Cenerentola

### 1923
- Jack and the Beanstalk
- Il Paese delle Meraviglie di Alice

### 1924
- Alice's Day at Sea
- Alice's Spooky Adventure
- Alice's Fishy Story
- Alice the Peacemaker (chiamato per la prima e unica volta Mike)
- Alice Hunting in Africa
- Alice and the Three Bears
- Alice the Piper

### 1925
- Alice Cans the Cannibals
- Alice the Toreador
- Alice Gets Stung
- Alice Solves the Puzzle (prima apparizione di Pietro Gambadilegno)
- Alice's Egg Plant (chiamato per la prima volta Julius)
- Alice Loses Out
- Alice Wins the Derby
- Alice Picks the Champ
- Alice's Tin Pony
- Alice Chops the Suey
- Alice the Jail Bird
- Alice Plays Cupid
- Alice in the Jungle

### 1926
- Alice on the Farm
- Alice's Balloon Race
- Alice's Orphan
- Alice's Little Parade
- Alice's Mysterious Mystery
- Alice Charms the Fish
- Alice's Monkey Business
- Alice in the Wooly West
- Alice the Fire Fighter
- Alice Cuts the Ice
- Alice Helps the Romance
- Alice's Spanish Guitar
- Alice's Brown Derby
- Alice the LumberJack

### 1927
- Alice the Golf Bug
- Alice Foils the Pirates
- Alice at the Carnival
- Alice at the Rodeo
- Alice the Collegiate
- Alice's Auto Race
- Alice's Circus Daze
- Alice's Knaughty Knight
- Alice's Three Bad Eggs
- Alice's Channel Swim
- Alice in the Klondike
- Alice's Medicine Show
- Alice the Whaler
- Alice the Beach Nut